# Tripičje
Tri pike oziroma tripičje ( … ) je končno ali nekončno ločilo in se rabijo kot znamenje izpusta, vrinjenega stavka ali spremembe skladenjskega naklona. Kot sopomenka se v SSKJ pojavlja tudi tropičje, ki pa naj bi po zadnjem pravopisu pomenil tri pike, eno nad drugo.
Ločimo enodelno in dvodelno tripičje. 

## Enodelno tripičje

### Stičnost
Skladenjske tri pike so nestično, neskladenjske tri pike pa stično ločilo.:169–177

### Skladenjska raba
Enodelno tripičje zaznamuje::31–32
- nedokončano besedo, misel: Če se ne vrneš, bom …;
- izpuščene dele navedkov: ... kjer nje sinovi si prosti voljo vero in postave;
- premor: Pesem je bila … odlična!;
- spremembo skladenjskega naklona: Zopet si me prevaral … le kako naj ti zaupam.

V okrajšanih povedih ob treh pikah druga končna ločila ali pišemo ali pa jih opuščamo:
Grobovi tulijo …. – Grobovi tulijo …

### Neskladenjska raba
Neskladenjsko stično tripičje nakazuje izpust dela besede: O, ta sveta prepr…!

## Dvodelno tripičje
Dvodelno tripičje je nestično ločilo, ki izraža::31–32
- vrinjeni stavek: Zbolel je za gripo … zboli vsako jesen …, zato je obiskal zdravnika. ali
- okrajšavo v navedku: V poglavju Gospodarno ravnanje z odpadki /…/ je več protislovij.

Dvodelne tri pike imenujemo tudi oklepajne tri pike.:169-177 Namesto takih treh pik rajši pišemo pomišljaj.